# الفياعين (الشحر)
'

تعديل مصدري - تعديل

الفياعين هي إحدى قرى عزلة الشحر بمديرية الشحر التابعة لمحافظة حضرموت، بلغ تعداد سكانها 120 نسمة حسب تعداد اليمن لعام 2004.